# كيو سوفت
شركة كيوسوفت (بالإنجليزية: Qsoft)‏ هي أحد أكبر شركاء موقع يوتيوب العالمى في منطقة الشرق الأوسط وشمال أفريقيا وهي أحد أهم شركات إنتاج الترفيه المرئى والفيديو على شبكة الانترنت على مستوى الشرق الأوسط. وتهدف الشركة إلى دعم المواهب من خلال إتاحة الوصول إلى إنتاج محترف وإمكانية التوزيع والوصول إلى الجمهور من خلال أحدث القنوات الترفيهية علي الإنترنت. ويعد برنامج البرنامج مع باسم يوسف هو أحد أهم إنتاجات الشركة.

## التأسيس
تأسست كيوسوفت عام 2007 علي يد طارق القزاز كواحدة من أول الشركات المتخصصة في إدارة المحتوى على الإنترنت لتحقيق الربح في مصر، حيث أدخلت مفهوماً جديداً من الترفيه الإلكتروني إلى السوق لتعيد رسم خريطة الترفيه الإعلامى في الوطن العربى. قامت الشركة بالتوسع في أعمالها علي موقع يوتيوب عام 2009 بعد شراكتها مع شركة ديوان ومؤسسها أسامة يوسف.

## البداية
بدأت الشركة في إدارة المحتوى على الإنترنت عن طريق شراكة إستراتيجية مع موقع يوتيوب قبل أن يكون له تواجد في مصر حيث كان الدكتور عمرو خالد والذي وصفته مجلة نيويورك تايمز عام 2006 بأنه «أشهر داعية مسلم على التليفزيون والأكثر تأثيراً في العالم» هو أول عملائها. وتوالت نجاحات كيوسوفت من خلال إدارة محتوى الإنترنت للعديد من العملاء مثل قناة دريم وشركة صوت القاهرة للصوتيات والمرئيات وقناة المحور وذلك عن طريق تطبيق تكنولوجيا مبتكرة وتقديم مفهوم جديد لمصر والشرق الأوسط. وقد حققت مقاطع الفيديو والمحتوى الذي قامت الشركة بادارته نسبة مشاهدة تخطت 3.5 مليار مشاهدة مما جعلها أكبر شريك لموقع يوتيوب في منطقة الشرق الأوسط وشمال أفريقيا من خلال أكثر من 550 ألف فيديو قامت الشركة بادارتها وتحقيق الربح من خلالها بالإضافة إلي أكثر من 500 قناة علي موقع يوتيوب.

## البرنامج مع باسم يوسف
في أوائل عام 2011 وفي ضوء الأحداث التي وقعت أثناء وبعد الثورة المصرية كان برنامج باسم يوسف B+ شو على موقع يوتيوب هو باكورة إنتاج كيوسوفت الخاص لمحتوى مخصص لشبكة الإنترنت. وفي خلال ثلاث شهور فقط حقق B+ شو أكثر من 5 ملايين مشاهدة وبعد عرض 9 حلقات تأكد ظهور نوع جديد من السخرية السياسية. وسريعاً ما تطور فريق العمل ليصبح هو المنتج المنفذ والمالك لبرنامج البرنامج مع باسم يوسف وهو بذلك أول برنامج ينتقل من الإنترنت إلى شاشة التليفزيون في الشرق الأوسط. وعليه استحقت شركة كيوسوفت بجدارة لقب الشركة التي أطلقت «جون ستيوارت العالم العربي».
بعد عام واحد انتقل البرنامج من أصغر أستوديو في قناة أون تي في إلى مبنى مسرح راديو العريق بوسط القاهرة والذي تم بناءه على غرار مسرح راديو سيتي في نيويورك. وعرضت أولى حلقات الموسم الثاني من البرنامج على قناة سي بي سي في 23 نوفمبر 2012 ليكون أول برنامج من نوعه في الشرق الأوسط يتم تصويره بحضور جمهور حقيقي.برنامج البرنامج.

## إنتاجات الشركة
وبالإضافة إلى البرنامج كانت كيوسوفت عامل أساسي في نجاح العديد من الإنتاجات المختلفة مثل برنامج أمريكا بالعربي لباسم يوسف وبرنامج«ثورة على النفس» لمعز مسعود الذي تم عرضه على قناة سي بي سي في رمضان 2011 وكليب «اثبت مكانك» لفرقة كايروكي وفيديوهات الرسوم المتحركة التعليمية «ميدو» والذي تم تنفيذها من خلال شركة ديوان بالتعاون مع جوجل مصر وأيضا جوجل ابدأ وكلمة شو على قناة أبوظبي وأخيراً وليس آخراً البرنامج الشهير«أميرة في المطبخ».

## مواضيع لها صلة
يوتيوب

## وصلات خارجية
- الموقع الرسمي للشركة في مصر
- الصفحة الرسمية للشركة على فيس بوك
- الموقع الرسمي لبرنامج (البرنامج؟)